# Spiritika 3 - A letto con il demonio
Spiritika 3 - A letto con il demonio (Witchboard III: The Possession) è un film horror del 1995, scritto e diretto da Peter Svatek.

## Film della serie
- Spiritika (Witchboard), regia di Kevin S. Tenney (1986)
- Spiritika 2 - Il gioco del diavolo (Witchboard 2: The Devil's Doorway), regia di Kevin S. Tenney (1993)
- Spiritika 3 - A letto con il demonio (Witchboard III: The Possession), regia di Peter Svatek (1995)